# Knute Rockne

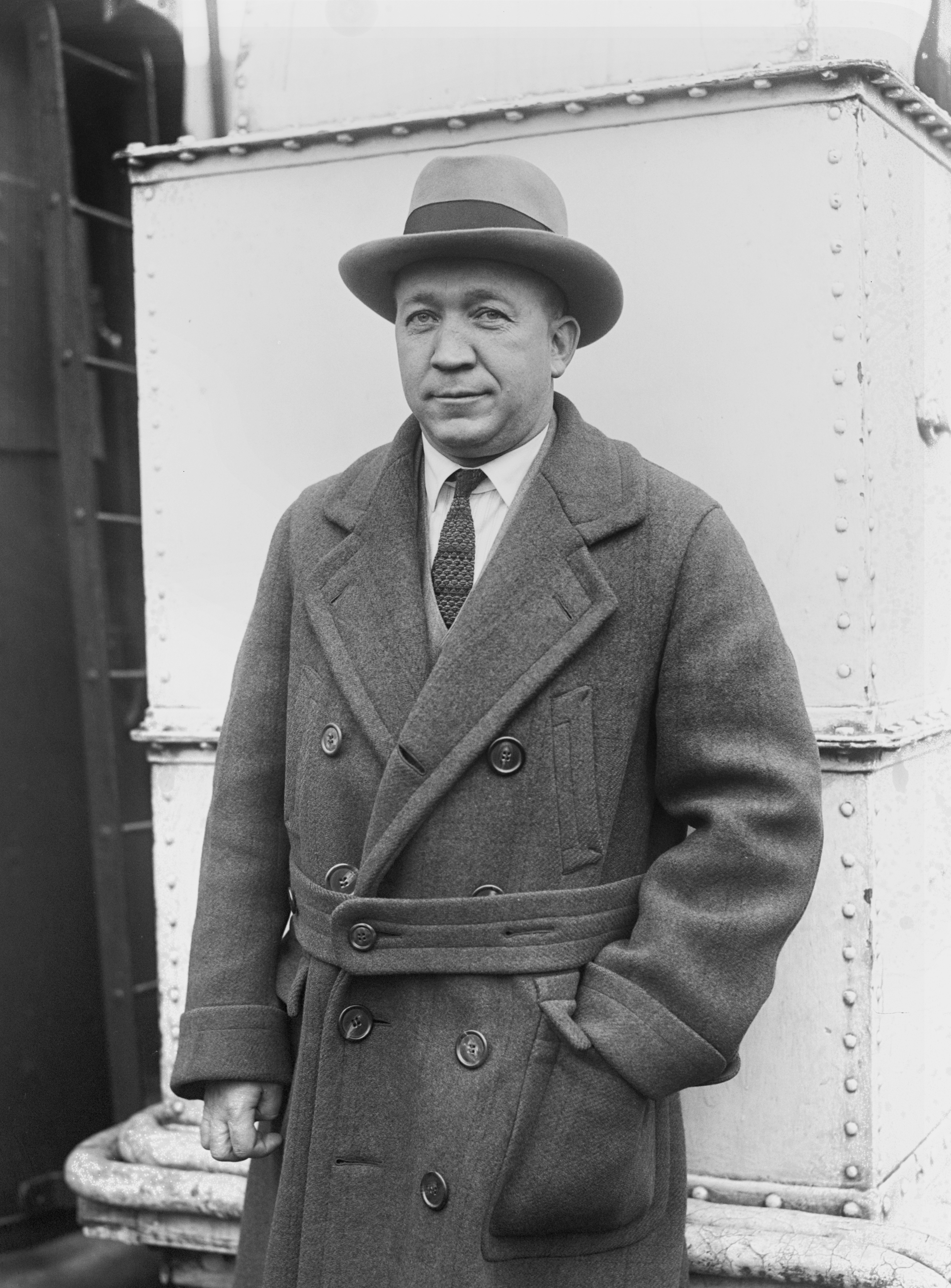
Knute Rockne.

Knute Kenneth Rockne, ursprungligen Knut Larsen Rokne, född 4 mars 1888 i Voss, Norge, död 31 mars 1931 i Bazaar i Chase County, Kansas, var en norsk-amerikansk utövare av och tränare i amerikansk fotboll.
Han emigrerade redan som femåring med familjen till Chicago i Illinois, USA. Han arbetade som laboratorieassistent hos Julius Arthur Nieuwland vid University of Notre Dame, men fick senare ett erbjudande om att bli fotbollstränare.

## Fotbollstränaren
Som huvudtränare för "The Fighting Irish", laget vid University of Notre Dame i South Bend, Indiana från 1918 till 1930 segrade laget i 88,1% av sina matcher, en segerprocent som aldrig överträffats. Under de 13 år Rockne var huvudtränare hade laget 105 segrar, 12 förluster och 5 oavgjorda matcher. Laget vann sex nationella mästerskap och var obesegrat i fem säsonger.

## Samarbetet med Studebaker
Knute Rockne samarbetade med bilfabrikanten Studebaker från 1928, mestadels inom försäljning och marknadsföring. Med början 1931 marknadsförde Studebaker en bil med namnet Rockne.

## Flygolyckan
Rockne avled i en flygolycka nära Bazaar i Kansas på väg till inspelningen av filmen The Spirit of Notre Dame. Han ligger begravd på Highland Cemetery i South Bend, Indiana. Studenternas idrottshall vid universitetet har fått Rocknes namn, likaså en gata i South Bend, och i ett par andra städer i Kansas och Indiana.

## Övrigt
- Knute Rockne porträtterades i filmen Knute Rockne - All American 1940, med Ronald Reagan i en av rollerna.
- En bronsskulptur av Knute Rockne, gjord av konstnären Jerry McKenna, avtäcktes i närvaro av konstnären McKenna och Jack Rockne, en av Rocknes söner i 31 mars 2006.
- 1988 utgav det amerikanska postverket United States Postal Service ett frimärke till minne av Rockne.
- Efter flygolyckan där Knute Rockne omkom, då en Fokker Tri Motor havererade, förbjöd amerikanska luftfartsmyndigheter användning av träkonstruktioner i vingarna på passagerarplan. Detta ledde indirekt till utvecklingen av Douglas DC-1.